# 阿下喜站
阿下喜站（日语：／ Ageki eki */?）是一個位於三重縣員辨市北勢町阿下喜，屬於三岐鐵道北勢線的鐵路車站，亦為同線總站。

## 相鄰車站
三岐鐵道
■北勢線
麻生田－阿下喜